# Коссе, Дмитрий Лазаревич
Дмитрий Лазаревич Коссе (1903—1986) — советский механизатор, Герой Социалистического Труда (1950).

## Биография
Вступил в колхоз «Новый Крым» в декабре 1930 года, в 1932 году стал председателем колхоза «Запорожец». К ноябрю 1943 года был комендантом военного завода в городе Уральске. Был направлен в Старобешевский район для восстановления. К февралю 1944 года работал председателем Старобешевского поселкового совета. С декабря 1950 по февраль 1969 года — председатель колхоза «Заветы Ильича».

## Награды
За доблестный труд, за высокий урожай подсолнечника — по 25 центнеров с гектара на площади в 70 га — Указом Президиума Верховного Совета СССР от 2 июня 1950 года Коссе Дмитрию Лазаревичу, председателю колхоза «Запорожец», было присвоено звание Героя Социалистического Труда с вручением ордена Ленина и золотой медали «Серп и Молот». В 1954 году ему был вручён второй орден Ленина, в 1958 году — орден Трудового Красного Знамени.